# باتريشيا مور
باتريشيا مور (بالإنجليزية: Patricia Moore)‏ من مواليد 1952 وهي مصممة أمريكية ومؤلفة. اعترفت بها مجلة ID كواحدة من أفضل 40 مصمم من ناحية الوعي الاجتماعي على مستوى العالم. في عام 2000، تم اختيارها من قبل محرري الأخبار والمنظمات باعتبارها واحدة من «أهم 100 امرأة في أمريكا». وقد وصفتها قناة ABC World News بأنها واحدة من «50 أمريكيًا يعرّفون الألفية الجديدة».

## تعليمها
حصلت على درجة البكالوريوس من معهد روشيستر للتكنولوجيا. أكملت دراسات متقدمة في الميكانيكا الحيوية في مدرسة طب جامعة نيويورك ومعهد روسك للطب التأهيلي. حصلت على شهادات عليا في علم النفس ودراسة الشيخوخة من جامعة كولومبيا.

## عملها
بدأت مور العمل مع ريموند لوي إنترناشيونال في مدينة نيويورك عام 1974. وتُعرف تلك الشركة بأنها أبو التصميم الصناعي.
في عام 1979، وفي عمر 26، بدأت مور تجربة اجتماعية استثنائية وجريئة لدراسة أسلوب حياة الشيوخ في أمريكا الشمالية. سافرت في جميع أنحاء الولايات المتحدة وكندا، متنكرة في زي نساء مسنات.حتى يكون من السهل عليها تجربة كيف يدير كبار السن لحياتهم اليومية. اكتمل البحث في عام 1982، بعد زيارة 116 مدينة في 14 ولاية في كندا.
افتتحت مور مكان خاص بها في مدينة نيويورك في عام 1980. ثم توسعت إلى فينيكس وأريزونا وفي تطوير منتجات وخدمات جديدة لتلبية احتياجات جميع الأعمار والقدرات. تشمل مجموعة مور الواسعة: تصميم الاتصالات، البحث، تطوير المنتجات، التصميم البيئي، تصميم الطرود، تصميم النقل، تحليل السوق، وتحديد موضع المنتج.
يشمل عملائها: إيه تي آند تي، بوينغ، سيتي بنك، كورنينغ إنكوربوريتد، جنرال إلكتريك، جونسون آند جونسون، كمبرلي-كلارك، كرافت فودس، ماريوت الدولية، شركة ميتاج، ناسا، فايزر، سول، ثري إم، ودردور.
كانت مور رئيسة لقسم التصميم الزائر لجامعة كارنيجي ميلون في 1996 و 1997، وهى أستاذ مساعد في التصميم الصناعي في جامعة ولاية أريزونا، كما حاضرت في الجامعات في جميع أنحاء أمريكا الشمالية وأستراليا والصين وأوروبا وكوريا واليابان ونيوزيلندا وروسيا.

## مشاركات مور
شاركت مور في تأليف لجنة المعايير القومية الأمريكية لقياس الأنثروبومتري"Anthropometry". وقد كانت عضوًا في مجلس أمناء الرابطة الأمريكية للعلاج الطبيعي، ومركز هارينغتون لأبحاث التهاب المفاصل، ومركز هيربيرجر للتفوق في التصميم في جامعة ولاية أريزونا، والمجلس الاستشاري للجمعية الكوبية لتعليم التأهيل (CARF).

## اعمالها
- 1985، التنكر: قصة حقيقية
- 2014، أعمال الشيخوخة

## تراثها وتكريمها
تلقت مور:
- جائزة خدمة المجتمع لعام 1996 من جمعية التأهيل الأمريكية
- 1996، جائزة جمعية المستشفيات الأمريكية عن مراكز رعاية «طريق الأسرة»
- 1997، جائزة من معهد أريزونا للتصميم
- عينتها مجلة ID كواحدة من «40 من المصممين الأكثر وعيًا اجتماعيًا» في العالم.
- 2000، تم اختيارها من محرري الأخبار والمنظمات كواحدة من «أهم 100 امرأة في أمريكا».
- عام 2000، عرضت ABC World News مور على أنها واحدة من «50 أمريكيًا يعرّفون الألفية الجديدة».
- 2005، جائزة القيادة السنوية للجمعية الأمريكية للمعالجين الوظيفيين
- 2006، جائزة American Society of Design Designers السنوية الإنسانية
- عام 2012، مُنحت مور من جامعة سيراكيوز الدكتوراه الفخرية.
- 2012، قام معهد روتشستر للتكنولوجيا بإدخال مور كعضوة في «قاعة الشهرة INNOVATORS».
- 2013، قدمت WTS لشركة Moore جائزة «حلول النقل المبتكر» الخاصة بها.